# Assis Melo
Assis Flávio da Silva Melo (Bom Jesus, 14 de setembro de 1962) é um político brasileiro filiado ao Partido Comunista do Brasil (PCdoB). Atuante no movimento sindical dos metalúrgicos de Caxias do Sul desde 1987, é atualmente líder do sindicato. Em 2008, se elegeu vereador de Caxias do Sul, com a então maior votação da história do município (8.399 votos) — sendo superado apenas em 2024 por Hiago Morandi. Foi candidato a prefeito de Caxias do Sul nas eleições municipais em 2012. Foi deputado federal pelo Rio Grande do Sul na 54ª Legislatura. No pleito de 2014, Assis Melo conquistou mais de 45 mil votos, mas não se reelegeu, ficando como segundo suplente. Em 2017, todavia, assumiu o cargo novamente, após a saída de Luiz Carlos Busato (PTB), que se elegeu prefeito de Canoas em 2016.
No sindicato dos metalúrgicos de Caxias do Sul, ele se tornou diretor de base desde 1987 até 1993.Também se tornou vice-presidente de 1993 a 1997. Logo após, se tornou diretor de imprensa de 1997 até 2000. E logo após se tornou líder do sindicato, onde ocupa desde 2001 até a atualidade. Em abril de 2011, foi reeleito para mais um mandato à frente do Sindicato.

## Biografia
Assis Melo é o mais novo dos dez irmãos, sendo cinco homens e cinco mulheres. Saindo do interior, ele se mudou em 1978 para Caxias do Sul para tentar oportunidades de emprego, onde, no mesmo ano, trabalhou para a Madezatti e depois na Frasle. Após, em 1986, entrou como funcionário da Marcopolo, onde trabalha até os dias atuais.